# المعهد السويدي بالإسكندرية
المعهد السويدي بالإسكندرية (بالسويدية: Svenska institutet i Alexandria) هو مؤسسة ثقافية سويدية مقرها مدينة الإسكندرية في مصر، أنشئ سنة 1999 تنفيذاً لاتفاقية بين الحكومتين المصرية والسويدية، وفُتحت أبوابه أمام الجمهور سنة 2000، أنشئ المعهد بغرض تطوير التعاون والتبادل الثقافي بين مصر والسويد، والإسهام في الشراكة الأوروبية والبحر متوسطية، وكمنتدى للحوار بين البلدان الأوروبية وبلدان الشرق الأوسط وشمال إفريقيا، ظل المعهد يُمارس نشاطه حتى أعلنت الحكومة السويدية إغلاق المركز بشكل نهائي في مارس 2019.